# NGC 6538
NGC 6538 é uma galáxia espiral (S?) localizada na direcção da constelação de Draco. Possui uma declinação de +73° 25' 27" e uma ascensão recta de 17 horas, 54 minutos e 17,1 segundos.
A galáxia NGC 6538 foi descoberta em 30 de Maio de 1886 por Lewis A. Swift.